# Грейт-Отуей
38°46′24″ пд. ш. 143°33′25″ сх. д. / 38.7733° пд. ш. 143.557° сх. д.Грейт-Отуей (англ. Great Otway National Park) — національний парк у південно-західному районі Барвон штату Вікторія в Австралії. Площа парку становить 1031 км. Лежить приблизно за 162 км на південний захід від Мельбурна, у невисокому прибережному гірському хребті Отуей. Відрізняється різноманітними ландшафтами та типами рослинності.

## Клімат
Кліматичні дані для хребтів Отуей отримані з метеостанції Уіапроїнах на висоті 492 м над рівнем моря, що працювала з 1965 по 2012 рік. У парку прохолодний і дуже вологий клімат, особливо взимку, через його західну експозицію. Сильні мокрі снігопади часто трапляються на високих вершинах, таких як гора Коулі на висоті 670 м над рівнем моря.

## Галерея
|                     |
| Ліси штату Вікторія |

|                               |
| Водоспад Бошамп і буковий ліс |

|               |
| Пляж Джоганна |

|  |
|  |

|                     |
| Grevillea infecunda |

|                           |
| Медолюб-шилодзьоб східний |

|  |
|  |

|  |
|  |

|                    |
| Куравонг строкатий |

|                       |
| Королаз плямистобокий |